# Exorectis autoscia
Exorectis autoscia är en fjärilsart som beskrevs av Edward Meyrick 1906. Exorectis autoscia ingår i släktet Exorectis och familjen antennmalar. Inga underarter finns listade i Catalogue of Life.